# Pyotr Alexandrovich Valuyev

Piotr Valuyev. Retrato de Ivan Kramskoy

Conde Pyotr Alexandrovich Valuyev ( em russo:  Пётр Александрович Валуев, wiss. Transliteração Pëtr Aleksandrovič Valuev ) (Zarizyno,4 de outubro de 1815,São Petersburgo, 27 de janeiro de 1890) foi um estadista e escritor russo.

## Vida

### infância e adolescência
Valujew veio de uma antiga família nobre russo-alemã. Seu pai, Alexandr Petrovich Valujew, era camareiro do Senado russo, e sua mãe, Elizaveta Fyodorovna, pertencia à família nobre alemã Brincken, que veio de Kurland . Após a morte prematura de seu pai, Pyotr Valuyev viveu a maior parte do tempo em uma propriedade rural, onde teve uma boa educação em casa: além de sua língua nativa, falava alemão, francês e outras quatro línguas estrangeiras. Em 1831, o então czar russo Nicolau I conheceu o jovem Valuyev e o nomeou funcionário do gabinete do governador-geral de Moscou. Em 1834 foi promovido a Kammerjunker. Valuev conheceu os mais importantes artistas russos de seu tempo e conheceu os poetas conhecidos Vasily Andreyevich Zhukovsky e Alexander Pushkin no salão da viúva do historiador Karamzin, que o escolheu como modelo para o protagonista de sua história O Filha do Capitão, P. Grinew. Sua grande afinidade com a poesia aumentou ainda mais com seu casamento em 1836 com a filha do então conhecido poeta russo Pyotr Vyazemsky, que também sabia usar sua influência na corte em nome de seu genro. Por meio dele, Valuyev conheceu outro conhecido poeta russo, Mikhail Lermontov.

### Carreira política
Em 1845, Valuyev foi nomeado oficial para missões especiais no governador-geral da Livônia. Sua descendência da família von den Brincken, bem conhecida nos Estados Bálticos, tornou mais fácil para ele ser aceito na sociedade aristocrática alemã da Livônia e provou não prejudicar sua carreira futura. Em 1852 foi agraciado com o grau de Conselheiro de Estado pelos seus serviços na elaboração do novo estatuto administrativo da cidade de Riga (1849). Um ano depois, ele foi promovido a governador civil da província da Curlândia . No início de 1859, ele foi convocado para São Petersburgo e nomeado chefe de dois dos quatro departamentos do Ministério da Propriedade do Estado. Valyuev foi um dos autores do "Projeto dos Três Membros", que criticou os planos do liberal czar russo Alexandre II de abolir a servidão . Mesmo assim, o czar o deixou em seu cargo e o nomeou conselheiro particular e secretário de Estado . Depois que o ministro do Interior russo Sergey Stepanovich Lanskoy, considerado muito liberal e "amigo do camponês" pela maioria dos nobres russos, teve que renunciar, Alexandre II nomeou Valuyev tornou-se o novo ministro do Interior em 1861, o que foi visto como um gesto de reconciliação com a nobreza.

### Ministro do interior russo
O campo de atividade mais importante para Valuyev como Ministro do Interior foi a implementação da reforma camponesa de 1861. Para evitar possíveis distúrbios, ele organizou um forte controle sobre as atividades camponesas locais e não hesitou em usar força implacável para reprimir revoltas camponesas. Por outro lado, ele era de opinião que a nobreza russa não deveria ser muito prejudicada em favor dos camponeses e que eles deveriam ser generosamente compensados pelas terras perdidas. Em 1863, ele apresentou ao czar um "projeto para a nova constituição", no qual sugeria uma reforma do Conselho de Estado e exigia certas concessões ao governo autônomo local ( zemstwo ). No entanto, o czar rejeitou sua proposta.
Depois do dia 12 Em 18 de maio de 1862, as “regras transitórias para o tratamento dos produtos da imprensa” haviam assumido a forma de lei, Valuyev, como ministro responsável, também recebeu o poder de controlar a imprensa usando o instrumento da censura política . Às 6. Em 1º de abril de 1865, Valuyev substituiu as "regras de transição" de 1862 por uma nova diretiva que endureceu ainda mais a já pesada censura. “Valuev está tentando, com obstinação insana, implementar sua ideia de subjugar a imprensa ao seu controle e torná-la pró-governo em seu sentido”, observou mais tarde o historiador Alexander Kornilov, enquanto outro contemporâneo, agroquímico e liberal de esquerda AN Engelhardt descreveu o período de 1863 a 1868, em que Valuev foi Ministro do Interior, como uma "época do mais desavergonhado terror literário". Na imprensa, essa lei severa foi imediatamente apelidada de “Lei Valuev”. Entre 1865 e 1868, mais de trinta chamadas "advertências" foram distribuídas aos órgãos de imprensa que "violaram" a lei, seis das quais foram interditadas temporariamente e duas definitivamente. A "Lei Valueev" permaneceu em vigor até a revolução de 1905.
Valuyev também participou ativamente da reforma da estrutura administrativa da cidade. A lei aprovada em 1870 baseou-se em grande parte em suas sugestões e, entre outras coisas, deu às câmaras municipais mais autonomia para resolver os problemas municipais.
Após a tentativa de assassinato do estudante Karakosov em 1866, Alexandre II intensificou a política de repressão. Ele nomeou o conde Pyotr Shuvalov chefe da gendarmaria, que, equipado com poderes especiais, se esforçou para controlar todo o governo. Às 3. Em 1º de abril de 1868, Valuyev foi demitido do cargo de ministro do Interior sob o pretexto de não ter tomado medidas decisivas contra as consequências da má colheita de 1867.

### Mais carreira
Após sua libertação, Valuev viajou para o exterior por um longo tempo. Pouco depois de seu retorno, ele foi “perdoado” pelo czar e em dezembro de 1870 foi nomeado presidente do Instituto de Crédito Agrícola. Entre 1872 e 1877 atuou como Ministro da Propriedade do Estado. Em 1877 tornou-se presidente do Comitê de Ministros. Em 1880, porém, sua influência começou a diminuir, pois foi ofuscado por seu oponente, o conde Loris-Melikow . 1881 Valujew foi por Alexandre III. enviado para a aposentadoria. Após a morte de Valuyev, seus diários foram publicados, o que se tornou uma importante fonte de conhecimento sobre os círculos governantes do Império Russo nos séculos XIX e XIX. representam o século.

### Carreira de escritor
Sob a influência de seu sogro Vyazemsky, Valuyev se esforçou mais para se envolver com a literatura. No entanto, suas primeiras obras não foram estritamente literárias, mas tratados sobre diversos problemas políticos e econômicos do país, como B. os “Pensamentos de um russo na segunda metade de 1855”, escritos em setembro de 1855, nos quais ele criticava acima de tudo as causas e consequências da ainda violenta Guerra da Crimeia.
Valuev começou a escrever romances na década de 1870 enquanto ainda trabalhava no governo. Seu primeiro romance, Lorin, foi concluído em 1878 e circulou em manuscrito antes de ser publicado em 1882. Depois de se aposentar, Valuyev se concentrou em escrever e publicou quatro romances, ensaios sobre a história do cristianismo e numerosos poemas antes de morrer em São Petersburgo em 1890.
Em 1867 tornou-se membro honorário da Academia Russa de Ciências em São Petersburgo.